# Sauce Soubise

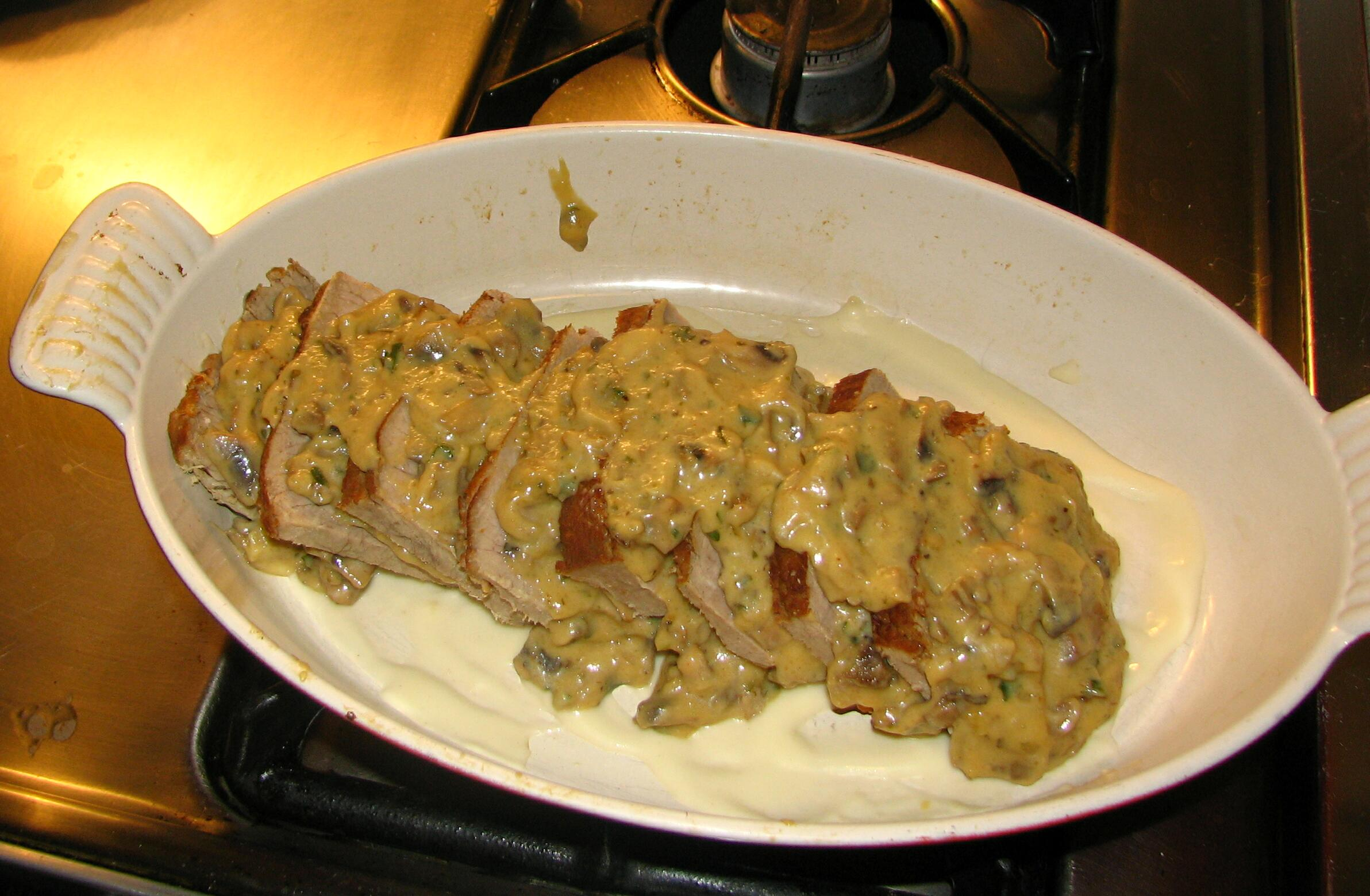
Kalbsrücken mit Soubise und Pilzen

Sauce Soubise (auch kurz: Soubise) ist eine Zubereitung aus Zwiebelpüree, die eher eine Coulis als eine Soße ist. Sie wurde im 17. bis 18. Jahrhundert, wie die anderen raffinierten Zubereitungen der französischen Küche Béchamel, Mirepoix und Mayonnaise, kreiert. Sie wird – je nach Verwendungszweck – nach zwei Methoden hergestellt:
- blanchierte, in Butter weiß gedünstete Zwiebelwürfel werden in Béchamel fertiggekocht, mit Salz, Zucker und weißem Pfeffer gewürzt, Soße passiert, mit Butter und Rahm verfeinert[2][3]
- statt der Béchamel wird ein Reisbrei verwendet, sonst wie beschrieben.[3]

Soubise wird vielfach verwendet, beispielsweise zum Überbacken von Fleischgerichten, zum Nappieren oder kann apart auch als Beilage für Fleisch oder als Gemüsefüllung verwendet werden.